# Pistolet Colt M1900
Colt M1900 – amerykański pistolet samopowtarzalny skonstruowany przez Johna Mosesa Browninga.

## Historia
W latach 90. XIX wieku John Browning rozpoczął prace nad bronią samopowtarzalną i automatyczną. Po rozpoczęciu produkcji karabinu maszynowego Colt M1895 (produkowanego dla US Navy) Browning rozpoczął prace nad samopowtarzalną bronią krótką. Pierwszy przetestowany w 1895 roku pistolet działał na zasadzie odprowadzania gazów prochowych i nie był konstrukcją udaną. W 1896 Browning rozpoczął testy nowego prototypu działającego na zasadzie krótkiego odrzutu lufy. 29 czerwca tego roku prototyp ten został przetestowany przez przedstawiciela firmy Colt. Próby były na tyle udane że 24 lipca zakupiła ona od konstruktora licencję na ten pistolet.
John Browning otrzymał patent na ten pistolet w 1897 roku (U.S. Patent 580,924). Jesienią 1898 roku wzorcownia zakładów Colt zakończyła ręczną produkcję pierwszej partii pistoletów. Zgodnie z umową licencyjną otrzymały one nazwę Colt Model 1897. Jednocześnie z produkcją Colt rozpoczął starania o rozpoczęcie testów nowej broni przez armię.
W październiku 1898 generał Daniel W. Flagler szef Służby Uzbrojenia Armii Stanów Zjednoczonych wyraził zgodę na przeprowadzenie prób. Odbyły się one w zakładach Colta 11 listopada 1898 roku. Przeprowadzająca testy komisja uznała pistolet Browninga za konstrukcję obiecującą, ale wymagającą jeszcze opracowania.
W tym czasie trwały poszukiwania następcy wprowadzonego kilka lat wcześniej do uzbrojenia rewolweru M1892 (Colt New Army DA). W 1899 roku rozpoczęła się kolejna seria testów. Poza rewolwerami testowano także pistolety Mauser C/96, Mannlicher M1894 oraz udoskonalony prototyp Colta M1898. Za najlepszą konstrukcję uznano Colta M1898, ale wojskowi żądali przeprowadzenia prób żywotności. Odbyły się one 19 lutego 1900 roku (dopiero wtedy zgromadzono odpowiednią ilość produkowanej w niewielkiej ilości amunicji .38 ACP). Wystrzelenie 900 naboi (seriami po 50 naboi, z przerwami na chłodzenie, ale bez czyszczenia i smarowania) nie spowodowało widocznego zużycia mechanizmów pistoletu. 22 marca odbyła się kolejna seria testów. Podczas oddawania kolejnych 900 strzałów pękła oś tylnego łącznika łączącego lufę ze szkieletem i uległa uszkodzeniu lufa. Po naprawie pistoletu próby kontynuowano. Po wystrzeleniu następnych 558 pocisków ponownie pękła oś tylnego łącznika, a później oś przedniego łącznika. Łącznie z jednego pistoletu oddano 5800 strzałów, a raport komisji stwierdzał, że pistolet prawdopodobnie wytrzymałby jeszcze następne 5800 strzałów. Uznano także że pistolet ma prostszą niż rewolwer konstrukcję, jest łatwiejszy w obsłudze, wytrzymały na uszkodzenia, ma większą szybkostrzelność praktyczną, jest łatwy do ładowania oraz celniejszy niż rewolwer.
W wyniku testów komisja zaleciła zakup niewielkiej partii pistoletów do testów w jednostkach. Zalecono także wprowadzenie zmian w konstrukcji pistoletu (skrócenie osi łączników) i zwiększenie kalibru broni. W 1901 roku armii przekazano 100 seryjnych pistoletów oznaczonych jako Colt M1900. Jednocześnie Browning rozpoczął prace nad przystosowaniem pistoletu do naboju .41 ACP (10,2 × 23 mm SR).
Pistolety M1900 przekazano jednostkom US Army. Znalazły się wśród nich nie tylko jednostki stacjonujące w kraju, ale także na zajętych po wojnie amerykańsko-hiszpańskiej Kubie i Filipinach. W tych samych jednostkach testowano jednocześnie pistolet Parabellum. Opinie testujących były zgodne. Pistolet Browninga był oceniany pozytywnie, ale pojawiły się także uwagi krytyczne. Postulowano zwiększenie kalibru i to do tradycyjnego dla armii amerykańskiej kalibru .45 (11,43 mm), wprowadzenie mechanizmu samonapinania kurka, przeniesienie rowków do odciągania zamka na przód broni oraz wydłużenie chwytu. Skarżono się także na złe wyważenie pistoletu, zbyt ciężkiego na lufę, oraz konstrukcję bezpiecznika (M1900 był zabezpieczany poprzez wciśnięcie szczerbinki).
Pomimo uwag krytycznych w grudniu 1900 roku wojsko zakupiło kolejne 200 pistoletów z których 197 przekazano jednostkom stacjonującym w Manili. Część z dostarczonych pistoletów wyprodukowana w 1901 roku była pozbawiona bezpiecznika i posiadało zwykłą szczerbinę.
Dalszych dostaw pistoletu M1900 nie kontynuowano z uwagi na rozpoczęcie produkcji pistoletu M1902.

## Opis
Colt M1900 był bronią samopowtarzalną. Zasada działania oparta na krótkim odrzucie lufy. Zamek ryglowany trzema ryglami, odryglowanie przez obniżenie lufy. Obniżenie lufy powodowały dwa łączniki (na początku i końcu lufy). Mechanizm spustowy bez samonapinania z kurkowym mechanizmem uderzeniowym. Kurek zewnętrzny. Rolę bezpiecznika pełniła podstawa muszki która po opuszczeniu blokowała iglicę (ostatnie egzemplarze nie posiadały żadnego bezpiecznika).
Colt M1900 był zasilany z wymiennego, jednorzędowego magazynka pudełkowego o pojemności 7 naboi, umieszczonego w chwycie. Zaczep magazynka w dolnej części chwytu.
Lufa gwintowana.
Przyrządy celownicze mechaniczne (muszka i szczerbinka).